# Антоній Лянґер
Антоній Лянґер (пол. Antoni Langer; 8 вересня 1833, Ниса — 8 квітня 1902, Краків) — церковний діяч, священник Товариства Ісуса, богослов, педагог, провінціал Галицької провінції єзуїтів у 1899—1901.

## Життєпис
Антоній Лянґер народився 8 вересня 1833 року в місті Ниса (Сілезія), нині Опольське воєводство Польщі. 29 вересня 1852 року вступив до Товариства Ісуса в Старій Весі. У 1855—1864 роках вивчав богослов'я і математику в Римі, де 20 грудня 1861 року отримав священничі свячення. Після студій у 1864—1867 роках був професором філософії в Старій Весі, а потім упродовж 26 років (1867—1893) — професором богослов'я у Кракові. У Кракові виконував також обов'язки ректора (1883—1893) та директора Богословського інституту (1880—1893). Настоятель у Цукментелю (1893—1896) і Опаві (1896—1899), де зорганізував чернечу станицю, провінціал Галицької провінції Товариства Ісуса (1899—1901). Зорганізував стале капеланське служіння в порту м. Роттердама і відкрив резиденцію у Віднаві в Сілезії (1899).
У 1883 році був делегатом на XXIII Генеральну конгрегацію Товариства Ісуса в Римі. Видав виклади з фундаментального богослов'я «Brevis synopsis tractatuum de revelatione et locis theologicis» (Краків 1893). Прихильник томізму. Співпрацівник часопису «Przegląd Powszechny» і автор цінних досліджень. Посмертно видані його проповіді (Краків 1903).
Помер 8 квітня 1902 року в Кракові.